# 1821
1821 (MDCCCXXI) je bilo navadno leto, ki se je po gregorijanskem koledarju začelo na ponedeljek, po 12 dni počasnejšem julijanskem koledarju pa na soboto.

## Dogodki
- 10. januar do 22. maj - V Ljubljani poteka kongres Svete alianse
- 25. marec - Grčija razglasi neodvisnost
- 15. september - 
  - Kostarika postane neodvisna država
  - Gvatemala postane neodvisna država
- 3. november - Nikaragva postane neodvisna država

## Rojstva
- 24. januar - Blaž Kocen, slovenski geograf in kartograf († 1871)
- 14. maj - Pafnuti Lvovič Čebišov, ruski matematik, mehanik († 1894)
- 17. maj - Sebastian Kneipp, nemški duhovnik , vodni terapevt († 1897)
- 16. avgust - Arthur Cayley, angleški matematik, odvetnik († 1895)
- 31. avgust - Hermann Ludwig Ferdinand von Helmholtz, nemški fizik, matematik, fiziolog († 1894)
- 11. november - Fjodor Mihajlovič Dostojevski, ruski pisatelj († 1881)
- 4. december - Ernst Wilhelm Leberecht Tempel, nemški astronom († 1889)
- 12. december - Gustave Flaubert, francoski pisatelj († 1880)

## Smrti
- 4. januar - Modest Šraj, slovenski nabožni pisec, prevajalec Svetega pisma (* 1754)
- 26. februar - Joseph-Marie, grof de Maistre, francoski kontrarevolucionar in konzervativni politični filozof (* 1753)
- 5. maj - Napoléon Bonaparte, francoski cesar (* 1769)
- 7. junij - Tudor Vladimirescu, romunski revolucionar (* okrog 1780)

- Aleksander Sucu, moldavski in vlaški knez (* 1758)